# 9-Month Contract
9-Month Contract ist ein georgisch-bulgarisch-deutscher Dokumentarfilm unter der Regie von Ketevan Vashagashvili aus dem Jahr 2025. Der Film hatte im Mai 2025 beim DOK.fest München 2025 seine Deutschlandpremiere in der Wettbewerbsreihe Crossing Boundaries. Im Zentrum der Handlung steht die Beziehung zwischen der jugendlichen Elene und ihrer Mutter Zhana, die ihren Lebensunterhalt als Leihmutter verdient.

## Handlung
Eingangs zeigt der Film Zhana und ihre damals vierjährige Tochter Elene, wie sie in Georgien durch die Straßen und Felder ziehen. Die beiden trennen nur 19 Jahre Altersunterschied. Zhana lebte vor der Geburt ihrer Tochter nach dem Tod ihrer Großmutter zuerst in einem Waisenhaus und später als Jugendliche auf der Straße in Tbilisi. Sie jobbte ab und zu in Internetcafés, bevor sie ihre Tochter zur Welt brachte.
Im Laufe des Films ist Zhana bereits zum dritten Mal als Leihmutter schwanger. Es fällt ihr allerdings schwer, mit ihrer Tochter Elene über dieses Thema zu sprechen. Sie verheimlicht ihr die Schwangerschaften, um die Beziehung zu ihrer eigenen Tochter nicht zu gefährden. Sie ist der Meinung, es würde ihre Tochter überfordern, die Wahrheit zu wissen. Während ihre Tochter nichts ahnend zur Schule geht, geht Zhana regelmäßig zur Schwangerschaftsuntersuchung. Ein scheinbar normales Leben. Sie geht auch hochschwanger noch im Supermarkt arbeiten. Schließlich wird ihr bei der Arbeit schlecht und sie wird vom Rettungsdienst abgeholt.
Der Film begleitet Zhana bis zum Ende ihrer dritten und letzten Leihmutterschaft. Ihre Tochter Elene ist zu diesem Zeitpunkt 15 Jahre alt. Die Kinder, die Zhana als Leihmutter bekommt, sieht sie nicht. Während der Geburt wird ihre Sicht auf das Kind durch ein Tuch versperrt. Der Film dokumentiert, wie Zhana mit der Leihmutterfirma kämpft, die will, dass sie sich als richtige Mutter für das Kind eintragen lässt, um anschließend das Kind aus dem Land schmuggeln zu können. Zhana geht zu einer Rechtsorganisation, um sich beraten zu lassen. Emotional schwierig wird es für Zhana an einer Stelle, an der der Vater eines der ausgetragenen Kinder ihr Videos von der jungen Familie schickt: Sie wendet sich ab.
Als Zhana das Kind bekommt, erfährt ihre Tochter Elene von der Leihmutterschaft ihrer Mutter. Zhana erklärt ihr, dass wirtschaftliche Gründe für sie ausschlaggebend dafür sind, sich als Leihmutter zur Verfügung zu stellen: Sie will ihrer Tochter ein gutes Leben und eine Ausbildung finanzieren können. Doch mit zunehmendem Alter wehrt Elene sich gegen die Vereinnahmung durch die Mutter, die schon früh ein Jurastudium für die Tochter ins Auge gefasst hat: Sie fordert Zhana auf, ihre Träume in ihrem eigenen Leben zu verwirklichen und sie nicht auf ihr Kind zu projizieren.
Wissend, dass eine weitere Geburt für Zhana lebensgefährlich sein könnte, entscheidet sie sich dennoch dazu, eine weitere Leihmutterschaft anzubieten.

## Hintergrundinformation
Regisseurin Ketevan Vashagashvili kennt die Protagonistin ihres Films seit vielen Jahren und konnte eine intensive Beziehung zu ihr und ihrer Tochter aufbauen.
Frauen entscheiden sich häufig für Leihmutterschaft, um ihre eigenen finanziellen Schwierigkeiten und die ihrer Familien zu bewältigen. Die biologischen Eltern leben nur selten in Georgien, die Branche ist nach wie vor unreguliert. Die Rechte von Leihmüttern werden oft vernachlässigt, sodass sie weder körperlich noch seelisch versorgt werden. Viele Frauen verheimlichen ihre Schwangerschaften auch, um der Verurteilung durch eine traditionelle, oft kritische Gesellschaft zu entgehen. In Georgien ist kommerzielle Leihmutterschaft gesetzlich erlaubt. Jedes Jahr kommen dort mehr als tausend Kinder über diesen Weg zur Welt, da eine Leihmutter dort im Vergleich zu vielen anderen Ländern sehr viel günstiger zu bekommen ist. Der Markt dort ist unkontrolliert, es entstanden und entstehen zahlreiche Leihmutterschaftsagenturen, so die Produktionsfirma des Films auf ihrer Website.

## Produktion und Stab
Produziert wurde der Film von Anna Khazaradze, Martichka Bozhilova und Sylvia Nagel. Die Produktionsfirmen waren Vincent Productions GmbH (Berlin), Agitprop (Sofia) und 1991 Productions (Tbilisi).
Regie führte Ketevan Vashagashvili. Die Kameraführung lag in den Händen von Giviko Tukhareli und Ketevan Vashagashvili, von der ebenfalls die Musik stammte. Für den Filmschnitt waren Veronica Scotti, Bernadett Tuza-Ritter verantwortlich. Den Ton übernahmen Tamta Mandzulashvili und Tengo Mandzulashvili.
9-Month Contract feierte seine Weltpremiere im März 2025 beim Filmfestival CPH:DOX in Kopenhagen in der Reihe Human Rights und seine deutsche Erstaufführung im Mai 2025 beim DOK.fest München 2025 in der Wettbewerbsreihe Crossing Boundaries.